# Centre historique de Pienza
Le centre historique de Pienza est situé à Pienza, où se réalise, au XVe siècle, le premier modèle de la cité idéale conçue par les humanistes de la Renaissance. Il est inscrit au patrimoine mondial de l'Unesco depuis 1996. 
Petit bourg d'origine étrusque, situé au centre du Val d'Orcia, il est perché sur une colline en parfaite harmonie avec le paysage rural environnant.
En 1459, en visite à Pienza (alors nommé Corsignano), le pape Pie II trouva son village natal et ses habitants dans un état d'extrême pauvreté. Il décida de le doter d'un espace urbain adapté au bonheur de ses habitants, et d'en faire sa résidence d'été. L'architecte  Bernardo Rossellino fut chargé du schéma d'ensemble de la ville - qu'il fonda sur les principes d'urbanisme développés par Leon Battista Alberti entre 1459-1463. Sa mort en 1464 met un terme prématuré aux opérations : il n'aura eu le temps de faire bâtir qu'un palais pontifical, une cathédrale et une place.
Au cours des siècles, son tissu urbain n'a subi que très peu de changements ; en outre, sont toujours présents, depuis l'origine, de nombreuses fontaines et puits, les caractéristiques décorations de sgraffito sur les façades et une partie des remparts médiévaux.
À Pienza, les autorités ont prévu - comme pour les autres centres historiques - la protection du site mais aussi celle de ses paysages environnants sur un rayon de 2,5 kilomètres au sud où il est interdit de construire.
Aujourd'hui, dans le val d’Orcia, cinq communes (Castiglione d'Orcia, Montalcino, Pienza, Radicofani, San Quirico d'Orcia) se sont groupées pour créer une entité territoriale nommée le Parco artistico, naturale e culturale del Val d'Orcia qui a pour but la conservation et la défense de l'important patrimoine artistique et naturel de la vallée.

## Sources
- Document de l’Unesco